# اتحاد انقلابی برای همبستگی بین‌المللی
اتحاد انقلابی برای همبستگی انترناسیونالیستی (یونانی: Επαναστατικός Σύνδεσμος Διεθνιστικής Αλληλεγγύης به صورت مخفف ΕΣΔΑ) که با عنوان RUIS شناخته شده، یک یگان نظامی آنارشیست است که به صورت بخشی از یگان آزادی بین‌المللی درگیر در جنگ داخلی سوریه است. این یگان در سال ۲۰۱۵ از داوطلبان عمدتاً یونانی تشکیل شد.

## ایدئولوژی
این گروه بر اساس آرمان‌های آنارکو-کمونیسم پایه‌ریزی شده‌اند و مکتب فلسفی و اقتصادی آن‌ها عمدتاً در طریقت آنارشیسم می‌گنجد که تحت تأثیر اندیشه‌های کارلو کافیرو، پتر کروپوتکین، اریکو مالاتستا و نستور ماخنو است. این گروه طرفدار  وحدت چپ‌ها و همزیستی با جنبش‌های مشابه دیگر مانند مارکسیسم-لنینیسم است.
RUIS یکی از اولین واحدهای آنارشیست بود که به یگان آزادی بین‌المللی پیوست.

## کتابشناسی
- The Carter Center (27 February 2017). "Foreign Volunteers for the Syrian Kurdish Forces" (PDF). آتلانتا: Carter Center. {{cite magazine}}: Cite magazine requires |magazine= (help)